# Vrede van Frankfurt (1871)

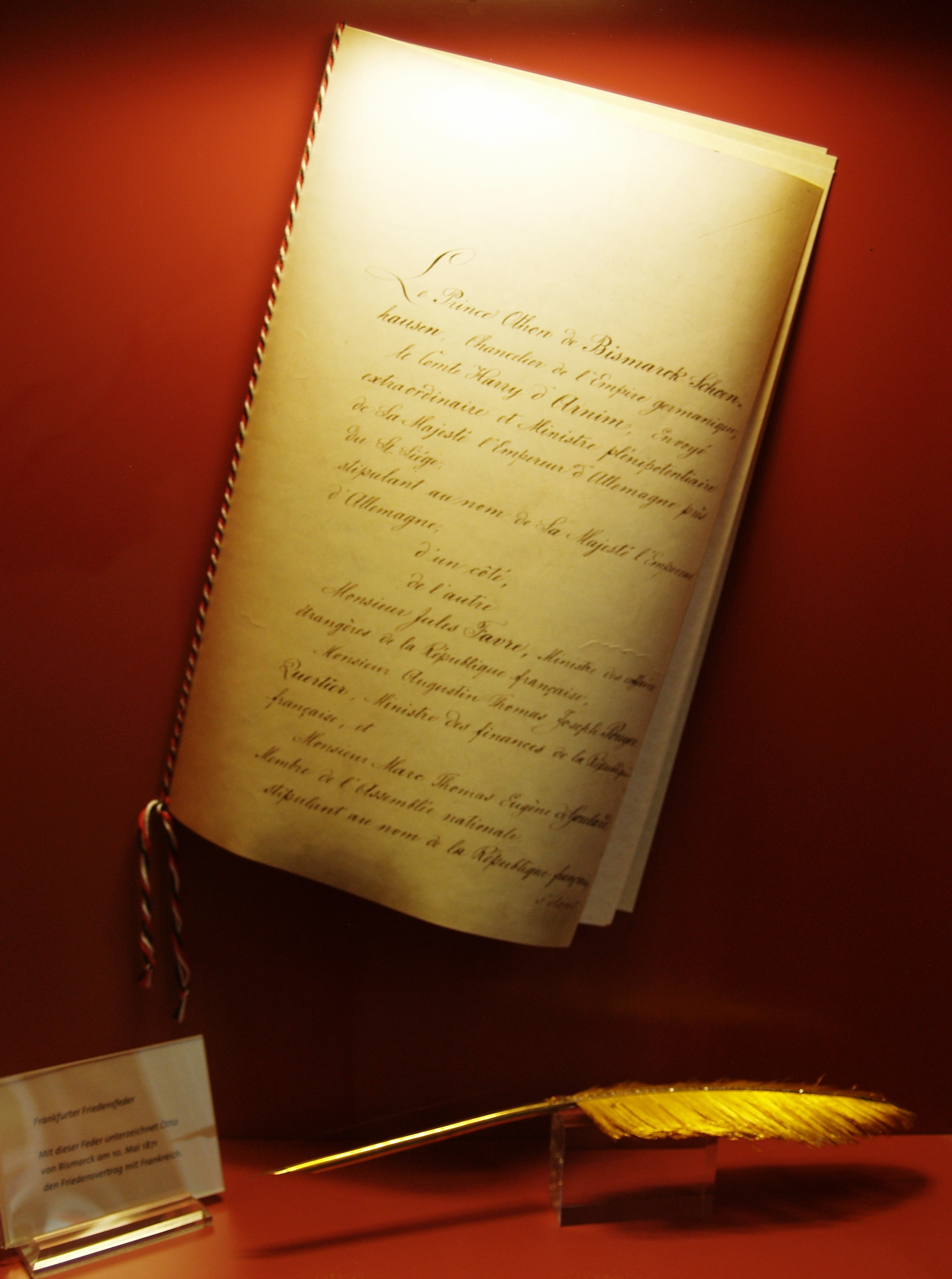
Het verdrag van de Vrede van Frankfurt

De Vrede van Frankfurt, die werd getekend op 10 mei 1871, is het verdrag waarmee een officieel einde kwam aan de Frans-Duitse Oorlog (1870-1871).

## Totstandkoming
Nadat het koninkrijk Pruisen tijdens de oorlog een groot deel van Frankrijk had veroverd en Parijs enkele maanden door Duitse troepen werd belegerd, werd op 28 januari 1871 in Versailles – waar het hoofdkwartier van de Duitse legers was gevestigd – een wapenstilstand gesloten. Die maakte verkiezingen mogelijk voor een Franse Nationale Vergadering. Die verkiezingen werden overtuigend gewonnen door de conservatieven, die voor beëindiging van de oorlog waren. Vlak daarvoor, op 18 januari 1871, vond de Reichsgründung (de oprichting van het Duitse Keizerrijk) plaats, en dat in de Spiegelzaal van het kasteel van Versailles.
Op 23 februari 1871 kwamen de nieuwe Franse regeringsleider Adolphe Thiers en zijn minister van Buitenlandse Zaken Jules Favre naar Versailles voor vredesonderhandelingen met de Duitse rijkskanselier Otto von Bismarck. Drie dagen later sloten ze aldaar een voorlopig vredesverdrag. Deze zogenaamde vredespreleminairen werden op 1 maart door de Nationale Vergadering in Bordeaux goedgekeurd met 546 stemmen tegen 170 bij 23 onthoudingen, zij het dat 35 afgevaardigden van de gebieden die Frankrijk zou moeten afstaan, de vergadering vlak voor de stemming hadden verlaten. Een van hen, de Straatsburgse burgemeester Emile Küss, overleed meteen daarna aan een hartaanval.
Het duurde tot 10 mei 1871 voor een definitief vredesverdrag werd getekend. Dat gebeurde in Hotel zum Schwan in Frankfurt aan de Main door een Duitse delegatie onder leiding van Bismarck en een Franse onder Favre. Op 15 mei volgde daarop nog in Frankfurt een afzonderlijk protocol waarbij de Zuid-Duitse staten Baden, Beieren en Württemberg tot het vredesverdrag toetraden.

## Inhoud
De vredespreliminairen van 26 februari hadden al de essentie van de Franse toegevingen vastgelegd: de afstand van Elzas-Lotharingen en de waarde van de te betalen schadevergoeding.
- De gebiedsafstand omvatte het gehele departement Bas-Rhin, bijna de hele Haut-Rhin (zonder de stad Belfort en omgeving), het grootste deel van het toenmalige departement Moselle, het noordoosten van de Meurthe (met Sarrebourg) en een klein gebied in het noordoosten van de Vosges (Kanton Schirmeck en het grootste deel van het kanton Saales).
- Frankrijk moest in totaal vijf miljard goudfrank aan Duitsland betalen. Eén miljard zou al in 1871 worden betaald, de rest in de volgende drie jaar.
- De door de Duitsers bezette delen van Frankrijk zouden geleidelijk worden ontruimd, volgens een regeling gekoppeld aan de betaling in schijven van het verschuldigde bedrag.
- De krijgsgevangenen zouden zo snel mogelijk worden vrijgelaten.

De nieuwe grens zoals vastgesteld in Frankfurt

Het definitieve vredesverdrag regelde vooral de details en voorwaarden van uitvoering van het eerdere verdrag. Enkele nieuwe bepalingen waren:
- De nieuwe grens werd definitief vastgelegd. De voornaamste wijziging van de regeling in Versailles was dat een groter stuk van de Elzas rond Belfort (het huidige Territoire-de-Belfort) Frans bleef. In ruil moest Frankrijk meer grondgebied in het noordwesten van Lotharingen (vooral een strook ten westen van Thionville met daarin belangrijke staalindustrie) aan Duitsland afstaan.
- De inwoners van Elzas-Lotharingen die de Franse nationaliteit wilden behouden, moesten dat voor 1 oktober 1872 melden. Ze konden naar Frankrijk verhuizen, maar mochten hun onroerende eigendommen in het gebied behouden. Ongeveer 160.000 inwoners, zowat 1/10de van de bevolking, waren zogenaamde optanten.
- Beide landen kregen gelijke rechten voor de scheepvaart op de Moezel, het Marne-Rijnkanaal, het Rhône-Rijnkanaal en het Canal des houillères de la Sarre.
- De handelsverdragen die voor de oorlog bestonden tussen Frankrijk en de afzonderlijke Duitse staten, werden hersteld.

## Gevolgen
In totaal werd een grondgebied van 14.496 km² en 1694 gemeenten met 1.570.000 inwoners van Frankrijk naar Duitsland overgedragen. Dat gebied bevatte zowat 20% van de Franse kolen- en staalproductie.
Tot verbazing van Duitsland betaalden de Fransen de schadevergoeding zonder veel moeilijkheden. De vijf miljard frank vertegenwoordigde zowat een kwart van het Franse bruto binnenlands product. Dankzij enkele succesvolle staatsleningen wisten de Fransen het volledige bedrag een half jaar voor de in het verdrag voorziene termijn te betalen. Die grote geldstroom naar Duitsland veroorzaakte inflatie en leidde in 1873 zelfs tot een Duitse economische crisis die jaren zou duren, terwijl Frankrijk, ondanks een geweldig toegenomen staatsschuld, in diezelfde jaren een economische opleving kende.

## Factoren die de creatie van een nieuwe grens beïnvloedden

### Strategisch
Zonder de westwaartse verschuiving van de grens tussen het Duitse Rijk en Frankrijk zou de grens verdeeld zijn tussen de staten van Baden en Beieren, wier overheden niet bepaald enthousiast waren met het vooruitzicht van wraakzuchtige Fransen recht voor de deur te hebben. Ook het Duitse leger zag in dat de controle van de Elzas tot aan de Vogezen (bergketen) en het gebied tussen Thionville en Metz een vereiste was voor de bescherming van het Duitse Rijk en zijn nieuwe gebied. Het gebied tussen Thionville en Metz werd door het Duitse leger als het belangrijkst gezien, mocht er opnieuw een oorlog uitbreken tegen Frankrijk.

### Nationalistisch
De nieuwe politieke grens volgde grotendeels (maar niet helemaal) de taalgrens. Het feit dat de meerderheid van de bevolking in het nieuwe keizerlijke grondgebied (Reichsland) Duitse dialecten en het feit dat het gebied tot de verovering door Frankrijk eind 17e eeuw ook onderdeel was van het Duitse rijk creëerde de mogelijkheid voor Berlijn om de annexatie op nationalistische gronden te rechtvaardigen. Op scholen werd alleen nog maar de Duitse taal onderwezen als onderdeel van de Germanisering van het nieuwe gebied. Frankrijk verplichtte zich niet alleen tot het betalen van een forse schadevergoeding, ook verloor het territorium in de vorm van het industrieel belangrijke en het door een aanzienlijk aantal Duitsers bevolkte Elzas-Lotharingen.

### Economisch
Grondstofbronnen in Elzas-Lotharingen (ijzererts en steenkool) lijken geen rol te hebben gespeeld in Duitslands gevecht voor het geannexeerde gebied. Samen met de vereniging van het Duitse volk (Duitse eenwording) was militaire annexatie het doel met de hoogst gestelde prioriteit. Frankrijk zou de bepalingen van het Verdrag van Frankfurt in zijn geheel respecteren tot aan 1914.

## Nalatenschap

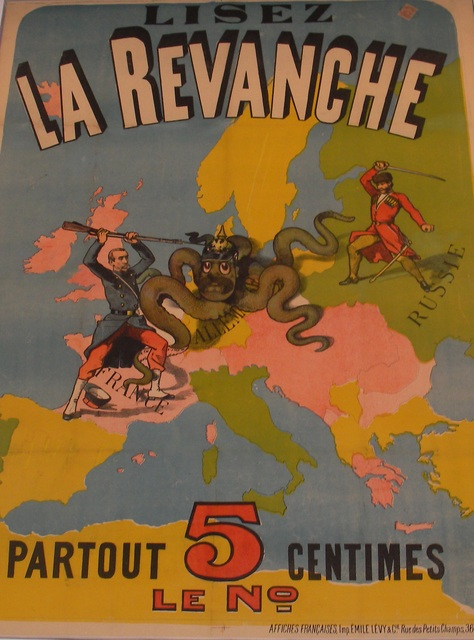
Franse briefkaart uit 1914-1918 met anti-Duitse propaganda

In Frankrijk bestond zeer veel weerzin tegen dit verdrag.
Frankrijk verplichtte zich niet alleen tot het betalen van een forse schadevergoeding, ook verloor het territorium in de vorm van het industrieel belangrijke en door een aanzienlijke hoeveelheid Duitsers bevolkte Elzas-Lotharingen. Het polariseerde het Franse beleid ten aanzien van Duitsland voor de komende 40 jaar. De herovering van Elzas-Lotharingen, de "verloren provincies", werd een obsessie kenmerkend voor het revanchisme, dat een van de krachtigste motieven vormde voor de betrokkenheid van Frankrijk in de Eerste Wereldoorlog.